# Текискяк
Текискяк (на испански: Tequixquiac) е град в щата Мексико, Мексико. Текискьяк е с население от 31 080 жители (2005 г.) Разположен е между 2124 и 2250 м н.в.